# Mimastra procerula
Mimastra procerula is een keversoort uit de familie bladkevers (Chrysomelidae). De wetenschappelijke naam van de soort werd in 2006 gepubliceerd door Zhang, Yang, Cui & Li.